# Route A5 (Lettonie)
Pour les articles homonymes, voir A5 et Route A5.
La route A5 (Autoceļš A5) est une route lettonne reliant Salaspils à Babīte. Elle contourne Riga par le sud. Elle mesure 40,9 km. Elle fait partie des routes européennes 67 et 77.